# 格魯伯山脈
格魯伯山脈（德語：Otto-von-Gruber-Gebirge）是南極洲的山脈，位於南極大陸東部的毛德皇后地，全長40公里，最高點海拔高度2,791米，該山脈在1938至1939年間被德國探險隊發現。
71°22′S 13°25′E / 71.367°S 13.417°E